# Manduria
Manduria város közigazgatásilag comune) Olaszország Puglia régiójában, Taranto megyében.

## Fekvése
Manduria a Murgia-fennsíkon fekszik, a Chidro folyó völgyében.

## Történelme
Az ókorban a messzápok egyik legfontosabb települése volt. Az i. e. 6-5 század körül alapított települést hommokkődarabokból felépített hármas falgyűrű védte. A város ostroma során esett el i. e. 338-ban III. Archidamos spártai király. Az ősi Manduriát a 10. században a szaracénok elpusztították. Lakosai néhány kilométerrel távolabb egy új települést alapítottak Casalnuovo név alatt, mely 1700-ban vette fel elődjének nevét.

## Népessége
A népesség számának alakulása:

## Látnivalók
- Palazzo Imperiali – 1717-ben egy korábbi normann kastély maradványaira
- Városháza – a 18. században építették egy kolostor átépítésével
- San Gregorio katedrális – eredetileg román stílusban épült, majd reneszánsz külsőt kapott.
- nemesi paloták: Palazzo Gianuzzi, Palazzo Dragonetti, Palazzo Galli
- a 16. századi nagytemplom (Szentanya templom)
- a 8. századi kripta helyén épült Pietro Mandurino templom
- a 12. században épült Santa Trinità-templom, reneszánsz portáljával és rózsaablakával.
- a Santissima Rosario-templom
- a Santissima Immacolata-templom
- az 1540-ben épült Santa Lucia-templom
- a középkori gettó
- Plinius-forrás – melyet idősebb Plinius is megemlít Storia naturale művében Lacus Manduriae néven